# Ingrid Vang Nyman
Ingrid Vang Nyman (21 de agosto de 1916 – 13 de diciembre de 1959) fue una ilustradora danesa conocida por su trabajo en los libros de Pippi Långstrump, de los que fue la ilustradora original. A pesar de la fama mundial de sus ilustraciones, Vang Nyman no recibió tanto reconocimiento por los libros como la autora, Astrid Lindgren.

## Biografía
Nacida como Ingrid Vang Lauridsen, sus padres fueron Peder Vang Lauridsen y Helga Petersen. Creció en Vejen, una localidad ubicada al sur de la península de Jutlandia. A los 17 años se mudó a Copenhague para comenzar sus estudios de arte. Ingresó a la Real Academia de Bellas Artes de Dinamarca en 1937, pero tras dos años la abandonó y comenzó una carrera como artista independiente. Mientras estudiaba en la academia conoció al poeta y pintor sueco Arne Nyman, con quien se casó en 1940. Ese mismo año nació su hijo, Peder. La pareja, que en aquella época vivía en Estocolmo, se divorció en 1944.
Inició su trabajo en el mercado editorial sueco gracias a los contactos de la escritora Gallie Åkerhielm. Tras ilustrar el cuento "Julafton bland eskimåer" de Pipaluk Freuchen, publicado en diciembre de 1944 en el periódico Dagens Nyheter, Vang Nyman recibió varias ofertas de comisiones. Una de ellas provino del editor Hans Rabén, que le encargó ilustrar el primer libro de Pippi Långstrump, una obra de literatura infantil escrita por Astrid Lindgren. Durante los años 1940 y 1950, la artista continuó haciendo las ilustraciones de los siguientes libros del personaje, así como los de la serie Los niños de Bullerbyn, también escrita por Lindgren.
Van Nyman estuvo interesada en las culturas de China, India y África, por lo que realizó una serie de litografías protagonizadas por niños que mostraban algunas de las costumbres de esos lugares. Las imágenes fueron publicadas en Dinamarca y Suecia en 1948.
En varias ocasiones sintió que su trabajo era poco apreciado, así que intentaba contrarrestar eso con exigencias económicas elevadas por sus ilustraciones. Debido a esto, tuvo problemas con algunos editores, que la consideraban una persona difícil para trabajar. Además, se negaba a que editoriales extranjeras publicaran su trabajo a menos que recibiese un pago por las traducciones de esos libros. En relación con la calidad de su trabajo, Lindgren señaló: "Todo autor que haya tenido la suerte de encontrar un ilustrador congenial para su libro, estaría eternamente agradecido a ese artista".
Sufría depresión y recibía medicación para tratar la esquizofrenia. Se suicidó el 13 de diciembre de 1959. En 2016, con ocasión del centenario de su nacimiento, se publicaron los libros Vår Pippi - Vår Vang, una antología en la que diferentes artistas escribieron sobre la influencia que tuvo su trabajo, e Ingrid Vang Nyman - en biografi, una biografía a cargo de Lena Törnqvist, estudiosa de la obra de Lindgren.

## Estilo
Si bien era una ilustradora de libros infantiles, creía que las ilustraciones para niños debían ser de gran calidad artística al igual que las ilustraciones para adultos. Conocía bien los distintos métodos de impresión y sus ilustraciones presentaban campos de colores brillantes separados por líneas de contorno. Aunque algunas de sus ilustraciones tenían sombreados, Vang Nyman nunca dibujaba sombras. Sus dibujos poseen a menudo ángulos inclinados, proporciones distorsionadas y diferentes colores, texturas y formas. Es considerada una pionera de las nuevas formas de expresión que surgieron en la ilustración infantil durante el periodo de posguerra.

## Libros
- Pippi Långstrump de Astrid Lindgren (Estocolmo: Rabén & Sjögren, 1945), OCLC 154163487
- Pippi Långstrump går ombord (1946)
- Känner du Pippi Långstrump? (1947)
- Pippi Långstrump i Söderhavet (1948)
- Lionfish de Pearl Buck (1953)